# Bryan Beller
Bryan Beller (Charlottesville, 6 maggio 1971) è un bassista statunitense.

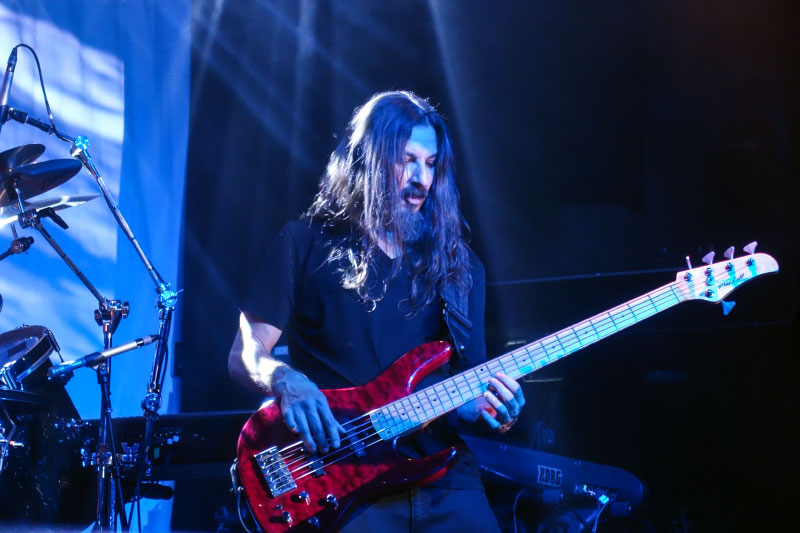
Bryan Beller ad Aarhus, Danimarca (2016)

È noto soprattutto per le sue collaborazioni con Joe Satriani, The Aristocrats, Steve Vai, Dethklok, Mike Keneally, James LaBrie dei Dream Theater e Dweezil Zappa, oltre che per i suoi quattro album da solista, View (2003), Thanks In Advance (2008), Wednesday Night Live (2011) e il doppio concept album progressive Scenes From The Flood (2019).
Dal 2013 è il bassista per i tour di Joe Satriani ed ha partecipato all'incisione di alcuni suoi album. Attualmente fa parte, insieme a Guthrie Govan e Marco Minnemann, del supergruppo rock fusion The Aristocrats, del quale è stato anche il manager dal 2012 al 2018.

## Carriera
I primi passi di Beller al basso furono mossi al contrabbasso nell'orchestra della scuola a Westfield, nel New Jersey. Fu una esperienza di breve durata, poiché passò al basso elettrico, all'età di 13 anni, per poter suonare meglio i brani di Rush, Led Zeppelin, Pink Floyd e Metallica. Contemporaneamente, per un paio d'anni,  ha seguito lezioni di pianoforte classico che gli hanno permesso di sviluppare un ottimo orecchio musicale tale da riuscire a suonare canzoni rock e metal classiche al pianoforte. Una volta approdato al Berklee College Of Music, Beller si concentrò esclusivamente sul basso, e alla fine si unì a una band blues-rock chiamata 100 Proof, che suonava brani originali e cover blues e degli Allman Brothers Band nei bar dei sobborghi di Boston.
La carriera di Beller ebbe la sua svolta quando incontrò alla Berklee il batterista (e appassionato di Frank Zappa) Joe Travers. Travers conosceva Mike Keneally, che era un componente della band Z di Dweezil e Ahmet Zappa. Travers si trasferì a Los Angeles nel 1992, si unì alla band Z proponendo al basso Beller, il quale si trasferì a Los Angeles e si unì alla band (il suo primo concerto da professionista) nel 1993. Mike Keneally aveva anche una propria band i Beer For Dolphins alla quale si unì anche Beller. Entrambi i musicisti lasciarono la band Z nel 1996. Nella seconda parte di quello stesso anno, Beller, Keneally and i Beer For Dolphins parteciparono come band di apertura per i concerti del tour americano di Steve Vai per la promozione dell'album The Fire Garden.
Dal 1997 al 2003, Beller ha lavorato per la SWR Sound Corporation, azienda produttrice di amplificatori per basso elettrico, ricoprendo varie cariche, tra cui Artist Relations Manager, Product Development Manager, e infine Vice Presidente. L'azienda fu venduta alla Fender nel 2003, e Beller divenne il Marketing Manager per SWR all'interno della Fender. Lasciò l'azienda nel 2005 per intraprendere la carriera di musicista a tempo pieno.
Dal 1999 al 2012, Beller ha collaborato con la rivista Bass Player Magazine, scrivendo vari articoli, recensioni di CD, approfondimenti e trascrizioni. Ha scritto vari articoli di copertina, tra cui pezzi su Chris Wolstenholme dei Muse, Justin Chancellor dei Tool, il bassista jazz Christian McBride e Alex Webster dei Cannibal Corpse. È stato sulla testata della rivista come Contributing Editor dal 2007 al 2012.
Nella sua carriera come turnista, tra il 1997 ed il 1999, Bryan Beller ha registrato due tracce sull'album The Ultra Zone di Steve Vai, è stato in tour in Europa con l'ex chitarrista degli MC5 Wayne Kramer ed ha continuato a lavorare con Mike Keneally per gli album Sluggo! e Danza. Tra il 1999 e il 2005, Beller ha registrato tre album per James LaBrie dei Dream Theater, due con lo pseudonimo di Mullmuzzler (Keep It To Yourself e Mullmuzzler 2) e uno come James LaBrie (Elements Of Persuasion). Ha anche lavorato con Steve Vai e la Metropol Orchestra in due produzioni live di Vai. Nel 2007, è stato reclutato dallo stesso Vai per il tour "String Theories", dal quale è stato ricavato il CD / DVD live del 2009 Where The Wild Things Are.
Dal 2007 al 2013, Beller ha collaborato con i Dethklok, una band di metal estremo umoristica/ironica nata dalla serie televisiva statunitense Metalocalypse sul canale "Adult Swim"; ha registrato gli ultimi due album dei Dethklok (Dethalbum III ; The Doomstar Requiem) ed ha partecipato ai vari tour negli USA. Nel frattempo ha continuato la sua collaborazione con il chitarrista Mike Keneally, sui lavori DOG (2004), Guitar Therapy Live (2006), Scambot: One (2009), e Bakin' at the potato! (2011). Il primo DVD didattico di Beller, Mastering Tone And Versatility, è stato pubblicato dalla Alfred Publishing all'inizio del 2012.
Nel gennaio 2011, Beller ha suonato all'Anaheim Bass Bash con Marco Minnemann alla batteria e Guthrie Govan alla chitarra (che stava sostituendo Greg Howe). Questo è stato il primo spettacolo della band che, meno di un anno dopo, sarebbe poi diventata The Aristocrats. Gli Aristocrats hanno pubblicato il loro debutto The Aristocrats nel 2011, Culture Clash nel 2013, Tres Caballeros nel 2015, You Know What...? nel 2019 e The Aristocrats With Primuz Chamber Orchestra nel 2022. Hanno effettuato diversi tour mondiali a supporto di quegli album e, inoltre, hanno pubblicato tre album dal vivo: Boing, We'll Do It Live (2012), Culture Clash Live(2015) e Secret Show: Live In Osaka (2015). Nel 2022/2023 hanno intrapreso un nuovo tour mondiale il "Defrost Tour".
Nel 2013, Joe Satriani ha invitato Bryan Beller a unirsi alla sua band per il Unstoppable Momentum World Tour 2013-2014. All'inizio del 2015 ha registrato l'album di Satriani Shockwave Supernova ed ha partecipato al successivo tour mondiale dal 2015 al 2016. Inoltre, è apparso nel film documentario relativo a quel tour, Beyond The Supernova (2018). Beller è stato di nuovo in tour con Satriani per tutto il 2018, nel G3/ What Happens Next World Tour, con John Petrucci, Phil Collen dei Def Leppard e Uli Jon Roth. Nel 2022 e 2023 ha ripreso l'attività live con Joe, in continuazione del tour mondiale di supporto all'album The Elephants of Mars.

## Discografia

### Da solista
Album
- 2003 – View
- 2008 – Thanks In Advance
- 2011 – Wednesday Night Live
- 2019 - Scenes From The Flood

Album video
- 2012 – Mastering Tone and Versatility

### Con i Dethklok
- 2009 – Dethalbum II
- 2012 – Dethalbum III
- 2016 – The Doomstar Requiem

### Con i The Aristocrats
- 2011 – The Aristocrats
- 2012 – Boing, We'll Do It Live!
- 2013 – Culture Clash
- 2015 – Culture Clash Live!
- 2015 – Secret Show: Live in Osaka
- 2015 – Tres Caballeros
- 2019 – You Know What...?

### Collaborazioni

#### Con Dweezil Zappa
- 1994 – Z - Shampoohorn
- 1995 – Z - Music for Pets
- 2000 – Dweezil Zappa - Automatic

#### Con Mike Keneally
- 1995 – Boil That Dust Speck
- 2002 – Wooden Smoke
- 2002 – Wooden Smoke Asleep
- 2003 – Pup
- 2004 – Dog (CD/DVD)
- 2006 – Guitar Therapy Live (CD/DVD)
- 2008 – Wine and Pickles
- 2009 – Scambot 1
- 2011 – bakin' @ the potato!
- 2012 – Wing Beat Fantastic

#### Con i Beer for Dolphins
- 1996 – Soap Scum Remover (VHS)
- 1997 – Half Alive in Hollywood
- 1998 – Sluggo!
- 2000 – Dancing
- 2000 – Dancing with Myself ... And Others (CD/DVD)

#### Con Steve Vai
- 1999 – The Ultra Zone
- 2000 – The 7th Song: Enchanting Guitar Melodies
- 2002 – The Elusive Light and Sound Vol. 1
- 2003 – The Infinite Steve Vai: An Anthology
- 2005 – Real Illusions: Reflections
- 2007 – Sound Theories
- 2007 – Visual Sound Theories (DVD)
- 2009 – Where the Wild Things Are (CD/DVD)
- 2010 – Where The Other Wild Things Are

#### Con James LaBrie
- 1999 – Keep It to Yourself
- 2001 – James LaBrie's MullMuzzler 2
- 2005 – Elements of Persuasion

#### Con Yogi
- 2001 – Any Raw Flesh?
- 2003 – Salve
- 2006 – Half-Print Demigod

#### Con Colin Keenan
- 2008 – Nothing Clever
- 2009 – So Far Gone
- 2011 – Nothing Clever

#### Con Razl
- 2008 – Rotonova
- 2011 – Microscopic

#### Con Kira Small
- 2011 – Live at The White House

#### Con Brendon Small
- 2012 – Brendon Small's Galaktikon

#### Altre collaborazioni
- 1995 – AA.VV. - Tales from Yesterday: Yes Tribute
- 1997 – AA.VV. - Merry Axemas: A Guitar Christmas
- 1998 – AA.VV. - The SWR Sound
- 1998 – Janet Robin - Open the Door
- 1999 – AA.VV. - Six Pack: Multi-Artist Radio Sampler
- 1999 – AA.VV. - Tribute to the Titans
- 1999 – Neil Sadler - Theory of Forms
- 2001 – Space Surfers - Bikini
- 2001 – Janet Robin - Out from Under
- 2001 – Nick D'Virgilio - Karma
- 2003 – AA.VV. - A Fair Forgery of Pink Floyd
- 2004 – AA.VV. - XL Bass Lines: A D'addario Music Sampler
- 2006 – Tom Langford - Here Comes Memory
- 2006 – AA.VV. - After the Storm
- 2006 – AA.VV. - WesFest (DVD)
- 2007 – Eros Ramazzotti - E²
- 2007 – AA.VV. - WesFest 2 (DVD)
- 2007 – Marco Minnemann - The Marco Show (DVD)
- 2007 – Touched - Onward and Downward
- 2008 – Gary Schutt - Loss 4 Words
- 2008 – Chris G. - Reflections - An Act of Glass
- 2008 – Mother Eff - Are We Famous Yet?
- 2009 – Andra Moran - In Small Things
- 2009 – Triangle Exception - H-Town
- 2010 – AA.VV. - NPS Maakt Jazz, Volume 7
- 2010 – Timesword - Chains of Sin
- 2010 – AA.VV. - Wicked: Music from the WesFest Community
- 2010 – Dave Weiner - On Revolute
- 2010 – Godsticks - Spiral Vendetta
- 2010 – Anders Helmerson - Tripple Ripple
- 2011 – Sunny Taylor - Sunny Taylor (EP)
- 2012 – Phi-Yaan Zek - Deeper with the Anima
- 2012 – Jason Sadites - Broken
- 2014 – Ivano Icardi - Burning Wires (Feat. Gregg Bissonette)